# David Simon
David Judah Simon (Washington DC, Estats Units, 9 de febrer de 1960) és un escriptor, periodista, guionista i productor de televisió estatunidenc conegut sobretot per la seva feina a la sèrie The Wire (2002-2008). Va treballar a la secció de notícies locals del diari Baltimore Sun durant dotze anys (1982-1995), va escriure Homicide: A Year on the Killing Streets (1991) i va co-escriure The Corner: A Year in the Life of an Inner-City Neighborhood (1997) amb Ed Burns. En el primer dels llibres esmentats es va basar la sèrie Homicide: Life on the Street (1993–99) de l'NBC, on Simon va fer de guionista i de productor. La mini-sèrie The Corner (2000), d'HBO, és una adaptació del segon dels llibres feta per ell mateix.
Va ser el creador, productor delegat, guionista principal i show runner de totes cinc temporades de la sèrie de televisió The Wire, d'HBO (2002-2008). Va adaptar el llibre de no-ficció Generation Kill en forma de mini-sèrie de televisió, i en va ser el show runner. Va rebre una de les Beques MacArthur del 2010 i va ser nomenat com a "visionari" per la revista Utne Reader el 2011. Simon també va crear la sèrie d'HBO Treme amb Eric Overmyer, de què es van emetre quatre temporades. Després de Treme, Simon va escriure la mini-sèrie, també d'HBO, Show Me a Hero amb el periodista William F. Zorzi, amb qui ja havia col·laborat primer a The Baltimore Sun i després a The Wire.
Simon i el seu col·laborador habitual George Pelecanos es van tornar a ajuntar per a crear la sèrie original The Deuce, un drama sobre el sector pornogràfic de Nova York durant els anys 1970 i 1980, amb Maggie Gyllenhaal com a protagonista i James Franco com a co-productor, emès del 2017 al 2019. La següent sèrie de Simon, The Plot Against America, es va estrenar el 2020.

## Primers anys
Simon va néixer a Washington DC com a fill de Dorothy Simon (cognom de soltera Ligeti), mestressa de casa, i de Bernard Simon, primer periodista i després director de relacions públiques a B'nai B'rith durant 20 anys. Va créixer en una família jueva i va fer el Bar mitsvà. Les arrels de la seva família són a Rússia, Belarús, Hongria (on el seu avi matern s'havia canviat el cognom "Leibowitz" a "Ligety") i Eslovàquia. Te un germà, Gary Simon, i una germana, Linda Evans, que va morir el 1990.
El març de 1977, quan Simon encara anava a l'institut, Hamaas Abdul Khaalis, ex-secretari nacional de la Nació de l'Islam, va retenir com a hostatges a Washington DC (i després les va deixar anar) més de 140 persones entre les quals hi havia el pare de Simon (incident conegut com a "setge de Hanafi").
Mentre anava a l'institut Bethesda-Chevy Chase (Bethesda, Maryland) va escriure al diari escolar The Tattler, i a la Universitat de Maryland va ser redactor i director del diari universitari The Diamondback i es va fer amic de David Mills, que també hi estudiava. S'hi va graduar el 1983.

## Filmografia

### Productor
| Any         | Sèrie                    | Paper              | Notes                   |
| ----------- | ------------------------ | ------------------ | ----------------------- |
| 2020        | The Plot Against America | Productor executiu |                         |
| 2017        | The Deuce                | Productor executiu | Temporada 1 Temporada 2 |
| 2015        | Show Me a Hero           | Productor executiu |                         |
| 2013        | Treme                    | Productor executiu | Temporada 4             |
| 2012        | Treme                    | Productor executiu | Temporada 3             |
| 2011        | Treme                    | Productor executiu | Temporada 2             |
| 2010        | Treme                    | Productor executiu | Temporada 1             |
| 2008        | Generation Kill          | Productor executiu |                         |
| 2008        | The Wire                 | Productor executiu | Temporada 5             |
| 2006        | The Wire                 | Productor executiu | Temporada 4             |
| 2004        | The Wire                 | Productor executiu | Temporada 3             |
| 2003        | The Wire                 | Productor executiu | Temporada 2             |
| 2002        | The Wire                 | Productor executiu | Temporada 1             |
| 2000        | The Corner               | Productor executiu |                         |
| 1999        | Homicide                 | Productor          | Temporada 7             |
| 1998        | Homicide                 | Productor          | Temporada 7             |
| Temporada 6 | Homicide                 | Productor          |                         |
| 1997        | Homicide                 | Productor          |                         |
| Editor      | Homicide                 | Temporada 5        |                         |
| Editor      | Homicide                 | Temporada 5        | 1996                    |

### Guionista
| Any  | Sèrie                        | Temporada | Títol de l'episodi           | Episodi | Notes                                                                                          |
| ---- | ---------------------------- | --------- | ---------------------------- | ------- | ---------------------------------------------------------------------------------------------- |
| 2008 | Generation Kill              | 1         | "Bombs in the Garden"        | 7       | Història i guió                                                                                |
| 2008 | Generation Kill              | 1         | "Stay Frosty"                | 6       | Història                                                                                       |
| 2008 | Generation Kill              | 1         | "A Burning Dog"              | 5       | Història                                                                                       |
| 2008 | Generation Kill              | 1         | "Combat Jack"                | 4       | Història i guió                                                                                |
| 2008 | Generation Kill              | 1         | "Screwby"                    | 3       | Història                                                                                       |
| 2008 | Generation Kill              | 1         | "The Cradle of Civilization" | 2       | Història                                                                                       |
| 2008 | Generation Kill              | 1         | "Get Some"                   | 1       | Escriptor                                                                                      |
| 2008 | The Wire                     | 5         | "-30-"                       | 10      | Història i guió                                                                                |
| 2008 | The Wire                     | 5         | "Late Editions"              | 9       | Història                                                                                       |
| 2008 | The Wire                     | 5         | "Clarifications"             | 8       | Història                                                                                       |
| 2008 | The Wire                     | 5         | "Took"                       | 7       | Història                                                                                       |
| 2008 | The Wire                     | 5         | "The Dickensian Aspect"      | 6       | Història                                                                                       |
| 2008 | The Wire                     | 5         | "React Quotes"               | 5       | Història                                                                                       |
| 2008 | The Wire                     | 5         | "Transitions"                | 4       | Història                                                                                       |
| 2008 | The Wire                     | 5         | "Not For Attribution"        | 3       | Història                                                                                       |
| 2008 | The Wire                     | 5         | "Unconfirmed Reports"        | 2       | Història                                                                                       |
| 2008 | The Wire                     | 5         | "More with Less"             | 1       | Història i guió                                                                                |
| 2006 | The Wire                     | 4         | "Final Grades"               | 13      | Història i guió                                                                                |
| 2006 | The Wire                     | 4         | "A New Day"                  | 11      | Història                                                                                       |
| 2006 | The Wire                     | 4         | "Alliances"                  | 5       | Història                                                                                       |
| 2006 | The Wire                     | 4         | "Boys of Summer"             | 1       | Història i guió                                                                                |
| 2004 | The Wire                     | 3         | "Mission Accomplished"       | 12      | Història i guió                                                                                |
| 2004 | The Wire                     | 3         | "Middle Ground"              | 11      | Història                                                                                       |
| 2004 | The Wire                     | 3         | "Reformation"                | 10      | Història                                                                                       |
| 2004 | The Wire                     | 3         | "Slapstick"                  | 9       | Història i guió                                                                                |
| 2004 | The Wire                     | 3         | "Moral Midgetry"             | 8       | Història                                                                                       |
| 2004 | The Wire                     | 3         | "Back Burners"               | 7       | Història                                                                                       |
| 2004 | The Wire                     | 3         | "Homecoming"                 | 6       | Història                                                                                       |
| 2004 | The Wire                     | 3         | "Straight y True"            | 5       | Història                                                                                       |
| 2004 | The Wire                     | 3         | "Hamsterdam"                 | 4       | Història                                                                                       |
| 2004 | The Wire                     | 3         | "Dead Soldiers"              | 3       | Història                                                                                       |
| 2004 | The Wire                     | 3         | "All Due Respect"            | 2       | Història                                                                                       |
| 2004 | The Wire                     | 3         | "Time After Time"            | 1       | Història i guió                                                                                |
| 2003 | The Wire                     | 2         | "Port in a Storm"            | 12      | Història i guió                                                                                |
| 2003 | The Wire                     | 2         | "Bad Dreams"                 | 11      | Història                                                                                       |
| 2003 | The Wire                     | 2         | "Storm Warnings"             | 10      | Història                                                                                       |
| 2003 | The Wire                     | 2         | "Stray Rounds"               | 9       | Història i guió                                                                                |
| 2003 | The Wire                     | 2         | "Duck y Cover"               | 8       | Història                                                                                       |
| 2003 | The Wire                     | 2         | "Backwash"                   | 7       | Història                                                                                       |
| 2003 | The Wire                     | 2         | "All Prologue"               | 6       | Història i guió                                                                                |
| 2003 | The Wire                     | 2         | "Undertow"                   | 5       | Història                                                                                       |
| 2003 | The Wire                     | 2         | "Hard Cases"                 | 4       | Història                                                                                       |
| 2003 | The Wire                     | 2         | "Hot Shots"                  | 3       | Història i guió                                                                                |
| 2003 | The Wire                     | 2         | "Collateral Damage"          | 2       | Història i guió                                                                                |
| 2003 | The Wire                     | 2         | "Ebb Tide"                   | 1       | Història i guió                                                                                |
| 2002 | The Wire                     | 1         | "Sentencing"                 | 13      | Escritor                                                                                       |
| 2002 | The Wire                     | 1         | "Cleaning Up"                | 12      | Història                                                                                       |
| 2002 | The Wire                     | 1         | "The Hunt"                   | 11      | Història                                                                                       |
| 2002 | The Wire                     | 1         | "The Cost"                   | 10      | Història i guió                                                                                |
| 2002 | The Wire                     | 1         | "Game Day"                   | 9       | Història                                                                                       |
| 2002 | The Wire                     | 1         | "Lessons"                    | 8       | Història i guió                                                                                |
| 2002 | The Wire                     | 1         | "One Arrest"                 | 7       | Història                                                                                       |
| 2002 | The Wire                     | 1         | "The Wire"                   | 6       | Història i guió                                                                                |
| 2002 | The Wire                     | 1         | "The Pager"                  | 5       | Història                                                                                       |
| 2002 | The Wire                     | 1         | "Old Cases"                  | 4       | Història i guió                                                                                |
| 2002 | The Wire                     | 1         | "The Buys"                   | 3       | Història i guió                                                                                |
| 2002 | The Wire                     | 1         | "The Detail"                 | 2       | Història i guió                                                                                |
| 2002 | The Wire                     | 1         | "The Target"                 | 1       | Història i guió                                                                                |
| 2000 | The Corner                   | 1         | "Everyman's Blues"           | 6       |                                                                                                |
| 2000 | The Corner                   | 1         | "Corner Boy's Blues"         | 5       |                                                                                                |
| 2000 | The Corner                   | 1         | "Dope Fiend Blues"           | 4       |                                                                                                |
| 2000 | The Corner                   | 1         | "DeYre's Blues"              | 2       |                                                                                                |
| 2000 | The Corner                   | 1         | "Gary's Blues"               | 1       |                                                                                                |
| 1999 | Homicide: Life on the Street | 7         | "Self Defense"               | 18      | Història                                                                                       |
| 1999 | Homicide: Life on the Street | 7         | "Sideshow: Part 2"           | 15      | Escritor                                                                                       |
| 1999 | Homicide: Life on the Street | 7         | "The Same Coin"              | 12      | Guió de Sharon Guskin partint d'una idea de Simon i James Yoshimura                            |
| 1999 | Homicide: Life on the Street | 7         | "Shades of Gray"             | 10      | Guió de T. J. English partint d'una idea de Simon i Julie Martin                               |
| 1998 | Homicide: Life on the Street | 6         | "Finnegan's Wake"            | 21      | Guió de David Mills partint d'una idea de Simon i James Yoshimura                              |
| 1998 | Homicide: Life on the Street | 6         | "Full Court Press"           | 18      | Guió de Phillip B. Epstein partint d'una idea de Simon                                         |
| 1997 | Homicide: Life on the Street | 6         | "Blood Ties: Part 3"         | 3       | Guió de Simon i Anya Epstein partint d'una idea de Tom Fontana, Julie Martin i James Yoshimura |
| 1997 | Homicide: Life on the Street | 6         | "Blood Ties: Part 2"         | 2       | Guió de Simon partint d'una idea de Tom Fontana i James Yoshimura                              |
| 1997 | Homicide: Life on the Street | 5         | "Wu's on First?"             | 15      | Guió de Simon i Anya Epstein partint d'una idea de Julie Martin y James Yoshimura              |
| 1996 | Homicide: Life on the Street | 5         | "Bad Medicine"               | 4       | Guió de Simon partint d'una idea de Tom Fontana i Julie Martin                                 |
| 1996 | Homicide: Life on the Street | 4         | "Scene of the Crime"         | 18      | Guió de Simon i Anya Epstein partint d'una idea de Tom Fontana, Henry Bromell i Barry Levinson |
| 1996 | Homicide: Life on the Street | 4         | "Justice: Part 2"            | 14      | Guió de Simon partint d'una idea de Tom Fontana i Henry Bromell                                |
| 1996 | NYPD Blue                    | 3         | "Hollie y the Blowfish"      | 17      | Guió de Simon, Història by Simon i Bill Clark                                                  |
| 1994 | Homicide: Life on the Street | 2         | "Bop Gun"                    | 1       | Guió de Simon i David Mills partint d'una idea de Tom Fontana                                  |

## Opinions polítiques
Simon es defineix a ell mateix com un socialdemòcrata que està a favor de l'existència del capitalisme en general però que s'oposa al "capitalisme cru i desfermat, sense cap marc social, sense cap sentit de la comunitat, sense consideració per les classes més dèbils i més vulnerables de la societat", que descriu com "una recepta per a aconseguir patiment innecessari, malbaratament humà innecessari i tragèdia innecessària". S'ha mostat crític de la teoria econòmica de l'escolament ("trickle-down economics").
El 2013, Simon va comparar les revelacions sobre la vigilància global destapades per Edward Snowden amb la iniciativa duta a terme als anys 1980 per l'ajuntament de Baltimore d'enregistrar els números marcats des de totes les cabines telefòniques. Les autoritats locals creien que els narcotraficants estaven emprant les cabines i els cercapersones, i un jutge municipal va autoritzar que l'ajuntament enregistrés els números marcats. La instal·lació dels enregistradors de números a les cabines va formar la base de la primera temporada de la sèrie The Wire. Segons Simon, l'atenció mediàtica dedicada a les revelacions sobre vigilància és un escàndol fals.
En un discurs fet al novembre del 2013 al Festival d'Idees Perilloses a Sidney, va dir que els Estats Units han esdevingut un "espectacle de terror" de desigualtat salvatge provocada pel capitalisme desfermat, i que "si no invertim la tendència, l'ésser humà mitjà valdrà menys al planeta Terra. Si no sospesem que potser cal tornar a considerar el socialisme i l'impuls socialista; cal maridar-lo com es maridava als anys 1930, als 1940 i fins i tot als 1950 amb el motor que representa el capitalisme".
Simon també s'ha manifestat públicament contra el periodista de successos Kevin Deutsch posant en dubte el retrat del tràfic il·legal de drogues a Baltimore fet per Deutsch al llibre Pill City: How Two Honor Roll Students Foiled the Feds and Built a Drug Empire, que considera un "invent de cap a peus".
Durant les primàries presidencials del Partit Demòcrata del 2016, Simon va lloar Bernie Sanders per "haver rehabilitat i normalitzat el terme socialista a la vida pública dels Estats Units", però es va mostrar contrari a alguns atacs dirigits contra Hillary Clinton per considerar-los centrats en les seves suposades intencions més que no en la substància de les polítiques que proposava.